# Mademoiselle Chang
Singles de Michel Berger
Celui qui chante
(1980) Maria Carmencita
(1982)
Mademoiselle Chang est une chanson de Michel Berger, dont il est l'auteur-compositeur et interprète. Parue sur l'album Beaurivage, en 1981, elle est le premier extrait de l'album à paraître en single. La chanson est un hommage à une jeune cambodgienne exilée en France qui s'occupe des deux enfants du chanteur. Cette dernière, qui a fui son pays alors dirigé par les Khmers rouges entre 1975 et 1979, a perdu la trace de sa famille. Michel Berger a alors décidé de s'occuper des démarches administratives pour lui permettre de retourner voir les siens.
Le titre a atteint la 9e place des ventes de singles en France le 21 novembre 1981, et s'est écoulé à plus de 200 000 exemplaires. La chanson obtient également un succès radiophonique (1er du Hit RTL et du Hit RMC).
En 1993, France Gall reprend la chanson dans son album live Simple je – Débranchée à Bercy. Cette version sera également publiée en single et se classera trois semaines dans le Top 50.

## Classement
| Classement (1981)   | Meilleure position |
| ------------------- | ------------------ |
| France (IFOP)       | 9                  |
| Europe (Europarade) | 21                 |